# Simple Minds/Diskografie
Diese Diskografie ist eine Übersicht über die musikalischen Werke der schottischen Musikgruppe Simple Minds. Den Schallplattenauszeichnungen zufolge hat sie bisher mehr als 14 Millionen Tonträger verkauft, davon alleine in ihrer Heimat über 6,9 Millionen. Ihre erfolgreichste Veröffentlichung ist das Studioalbum Once Upon a Time mit über 2,4 Millionen verkauften Einheiten.

## Alben

### Studioalben
| Jahr | Titel                                       | Höchstplatzierung, Gesamtwochen/‑monate, AuszeichnungChartplatzierungen (Jahr, Titel, Platzierungen, Wochen/Monate, Auszeichnungen, Anmerkungen) | Höchstplatzierung, Gesamtwochen/‑monate, AuszeichnungChartplatzierungen (Jahr, Titel, Platzierungen, Wochen/Monate, Auszeichnungen, Anmerkungen) | Höchstplatzierung, Gesamtwochen/‑monate, AuszeichnungChartplatzierungen (Jahr, Titel, Platzierungen, Wochen/Monate, Auszeichnungen, Anmerkungen) | Höchstplatzierung, Gesamtwochen/‑monate, AuszeichnungChartplatzierungen (Jahr, Titel, Platzierungen, Wochen/Monate, Auszeichnungen, Anmerkungen) | Höchstplatzierung, Gesamtwochen/‑monate, AuszeichnungChartplatzierungen (Jahr, Titel, Platzierungen, Wochen/Monate, Auszeichnungen, Anmerkungen) | Anmerkungen                                                                |
| Jahr | Titel                                       | DE | AT | CH | UK | US | Anmerkungen                                                                |
| ---- | ------------------------------------------- | --- | --- | --- | --- | --- | -------------------------------------------------------------------------- |
| 1979 | Life in a Day                               | — | — | — | UK30 (6 Wo.)UK | — | Erstveröffentlichung: 31. März 1979                                        |
| 1979 | Real to Real Cacophony                      | — | — | — | — | — | Erstveröffentlichung: 9. November 1979                                     |
| 1980 | Empires and Dance                           | — | — | — | UK41 (3 Wo.)UK | — | Erstveröffentlichung: 12. September 1980                                   |
| 1981 | Sons and Fascination / Sister Feelings Call | — | — | — | UK11 Gold · (7 Wo.)UK | — | Erstveröffentlichung: 11. September 1981 Verkäufe: + 100.000               |
| 1982 | New Gold Dream (81–82–83–84)                | DE47 (1 Wo.)DE | — | — | UK3 Platin · (54 Wo.)UK | US69 (19 Wo.)US | Erstveröffentlichung: 13. September 1982 Verkäufe: + 640.000               |
| 1984 | Sparkle in the Rain                         | DE14 (13 Wo.)DE | — | CH19 (4 Wo.)CH | UK1 Platin · (58 Wo.)UK | US64 (2 Wo.)US | Erstveröffentlichung: 6. Februar 1984 Verkäufe: + 460.000                  |
| 1985 | Once Upon a Time                            | DE5 ×2Doppelgold · (26 Wo.)DE | — | CH7 (19 Wo.)CH | UK1 ×3Dreifachplatin · (83 Wo.)UK | US10 Gold · (42 Wo.)US | Erstveröffentlichung: 21. Oktober 1985 Verkäufe: + 2.495.000               |
| 1989 | Street Fighting Years                       | DE1 Platin · (33 Wo.)DE | AT3 (4½ Mt.)AT | CH1 Platin · (23 Wo.)CH | UK1 ×2Doppelplatin · (29 Wo.)UK | US70 (12 Wo.)US | Erstveröffentlichung: 2. Mai 1989 Verkäufe: + 2.045.000                    |
| 1991 | Real Life                                   | DE3 Gold · (37 Wo.)DE | AT11 (14 Wo.)AT | CH2 Platin · (29 Wo.)CH | UK2 Platin · (25 Wo.)UK | US74 (11 Wo.)US | Erstveröffentlichung: 8. April 1991 Verkäufe: + 1.110.000                  |
| 1995 | Good News from the Next World               | DE4 Gold · (22 Wo.)DE | AT6 (15 Wo.)AT | CH1 Gold · (19 Wo.)CH | UK2 Gold · (14 Wo.)UK | US87 (7 Wo.)US | Erstveröffentlichung: 30. Januar 1995 Verkäufe: + 525.000                  |
| 1998 | Néapolis                                    | DE9 (8 Wo.)DE | AT15 (8 Wo.)AT | CH7 (8 Wo.)CH | UK19 (3 Wo.)UK | — | Erstveröffentlichung: 16. März 1998                                        |
| 2001 | Neon Lights                                 | DE58 (1 Wo.)DE | — | CH65 (2 Wo.)CH | — | — | Erstveröffentlichung: 8. Oktober 2001                                      |
| 2002 | Cry                                         | DE38 (6 Wo.)DE | — | CH35 (8 Wo.)CH | UK80 (1 Wo.)UK | — | Erstveröffentlichung: 1. April 2002                                        |
| 2004 | Our Secrets Are the Same                    | — | — | — | — | — | Erstveröffentlichung: 18. Oktober 2004 als Teil der Kompilation Silver Box |
| 2005 | Black & White 050505                        | DE6 (9 Wo.)DE | AT63 (2 Wo.)AT | CH20 (6 Wo.)CH | UK37 (2 Wo.)UK | — | Erstveröffentlichung: 9. September 2005                                    |
| 2009 | Graffiti Soul                               | DE14 (12 Wo.)DE | AT60 (1 Wo.)AT | CH8 (8 Wo.)CH | UK10 (4 Wo.)UK | — | Erstveröffentlichung: 22. Mai 2009                                         |
| 2014 | Big Music                                   | DE16 (3 Wo.)DE | AT68 (1 Wo.)AT | CH20 (3 Wo.)CH | UK12 (4 Wo.)UK | — | Erstveröffentlichung: 31. Oktober 2014                                     |
| 2016 | Acoustic                                    | DE39 (2 Wo.)DE | — | CH33 (1 Wo.)CH | UK16 Silber · (6 Wo.)UK | — | Erstveröffentlichung: 11. November 2016 Verkäufe: + 60.000                 |
| 2018 | Walk Between Worlds                         | DE7 (3 Wo.)DE | AT36 (2 Wo.)AT | CH5 (5 Wo.)CH | UK4 (3 Wo.)UK | — | Erstveröffentlichung: 2. Februar 2018                                      |
| 2022 | Direction of the Heart                      | DE7 (3 Wo.)DE | AT22 (1 Wo.)AT | CH7 (3 Wo.)CH | UK4 (2 Wo.)UK | — | Erstveröffentlichung: 21. Oktober 2022                                     |

grau schraffiert: keine Chartdaten aus diesem Jahr verfügbar

### Livealben
| Jahr | Titel                                    | Höchstplatzierung, Gesamtwochen/‑monate, AuszeichnungChartplatzierungen (Jahr, Titel, Platzierungen, Wochen/Monate, Auszeichnungen, Anmerkungen) | Höchstplatzierung, Gesamtwochen/‑monate, AuszeichnungChartplatzierungen (Jahr, Titel, Platzierungen, Wochen/Monate, Auszeichnungen, Anmerkungen) | Höchstplatzierung, Gesamtwochen/‑monate, AuszeichnungChartplatzierungen (Jahr, Titel, Platzierungen, Wochen/Monate, Auszeichnungen, Anmerkungen) | Höchstplatzierung, Gesamtwochen/‑monate, AuszeichnungChartplatzierungen (Jahr, Titel, Platzierungen, Wochen/Monate, Auszeichnungen, Anmerkungen) | Höchstplatzierung, Gesamtwochen/‑monate, AuszeichnungChartplatzierungen (Jahr, Titel, Platzierungen, Wochen/Monate, Auszeichnungen, Anmerkungen) | Anmerkungen                                              |
| Jahr | Titel                                    | DE | AT | CH | UK | US | Anmerkungen                                              |
| ---- | ---------------------------------------- | --- | --- | --- | --- | --- | -------------------------------------------------------- |
| 1987 | Live in the City of Light                | DE3 Gold · (19 Wo.)DE | AT10 (2½ Mt.)AT | CH5 (14 Wo.)CH | UK1 ×2Doppelplatin · (26 Wo.)UK | US96 (10 Wo.)US | Erstveröffentlichung: 11. Mai 1987 Verkäufe: + 1.000.000 |
| 2019 | Live in the City of Angels               | DE23 (2 Wo.)DE | — | CH44 (2 Wo.)CH | UK9 (2 Wo.)UK | — | Erstveröffentlichung: 4. Oktober 2019                    |
| 2023 | New Gold Dream – Live from Paisley Abbey | DE17 (1 Wo.)DE | AT53 (1 Wo.)AT | CH21 (1 Wo.)CH | UK23 (1 Wo.)UK | — | Erstveröffentlichung: 27. Oktober 2023                   |
| 2025 | Live in the City of Diamonds             | DE7 (1 Wo.)DE | AT23 (1 Wo.)AT | CH15 (… Wo.)CH | UK20 (1 Wo.)UK | — | Erstveröffentlichung: 25. April 2025                     |

Weitere Livealben
- 1998: Real Live 91
- 2007: Sunday Express – Live (Vol. 1 & 2)
- 2012: 5X5 Live
- 2014: Celebrate – Live at the SSE Hydro Glasgow (Deluxe-Edition)
- 2015: Live – Big Music Tour 2015
- 2017: Acoustic in Concert

### Kompilationen
| Jahr | Titel                         | Höchstplatzierung, Gesamtwochen, AuszeichnungChartplatzierungen (Jahr, Titel, Platzierungen, Wochen, Auszeichnungen, Anmerkungen) | Höchstplatzierung, Gesamtwochen, AuszeichnungChartplatzierungen (Jahr, Titel, Platzierungen, Wochen, Auszeichnungen, Anmerkungen) | Höchstplatzierung, Gesamtwochen, AuszeichnungChartplatzierungen (Jahr, Titel, Platzierungen, Wochen, Auszeichnungen, Anmerkungen) | Höchstplatzierung, Gesamtwochen, AuszeichnungChartplatzierungen (Jahr, Titel, Platzierungen, Wochen, Auszeichnungen, Anmerkungen) | Höchstplatzierung, Gesamtwochen, AuszeichnungChartplatzierungen (Jahr, Titel, Platzierungen, Wochen, Auszeichnungen, Anmerkungen) | Anmerkungen                                                 |
| Jahr | Titel                         | DE | AT | CH | UK | US | Anmerkungen                                                 |
| ---- | ----------------------------- | --- | --- | --- | --- | --- | ----------------------------------------------------------- |
| 1982 | Celebration                   | — | — | — | UK45 (7 Wo.)UK | — | Erstveröffentlichung: Februar 1982                          |
| 1992 | Glittering Prize 81/92        | DE10 Gold · (27 Wo.)DE | AT29 (3 Wo.)AT | CH14 (14 Wo.)CH | UK1 ×3Dreifachplatin · (47 Wo.)UK                                                                                                 | — | Erstveröffentlichung: 8. Oktober 1992 Verkäufe: + 1.765.000 |
| 1997 | The Promised                  | DE97 (2 Wo.)DE | — | — | — | — | Erstveröffentlichung: 29. September 1997 Verkäufe: + 25.000 |
| 2001 | The Best of                   | DE67 (1 Wo.)DE | — | CH64 (2 Wo.)CH | UK34 Gold · (6 Wo.)UK | — | Erstveröffentlichung: 2. November 2001 Verkäufe: + 220.000  |
| 2013 | Celebrate: The Greatest Hits+ | — | — | CH55 (1 Wo.)CH | UK19 Gold · (5 Wo.)UK | — | Erstveröffentlichung: 22. März 2013 Verkäufe: + 100.000     |
| 2019 | 40: The Best Of – 1979-2019   | DE75 (1 Wo.)DE | — | CH72 (1 Wo.)CH | UK27 Silber · (1 Wo.)UK | — | Erstveröffentlichung: 1. November 2019 Verkäufe: + 67.500   |

grau schraffiert: keine Chartdaten aus diesem Jahr verfügbar

## Singles
| Jahr | Titel Album                                                    | Höchstplatzierung, Gesamtwochen/‑monate, AuszeichnungChartplatzierungen (Jahr, Titel, Album, Platzierungen, Wochen/Monate, Auszeichnungen, Anmerkungen) | Höchstplatzierung, Gesamtwochen/‑monate, AuszeichnungChartplatzierungen (Jahr, Titel, Album, Platzierungen, Wochen/Monate, Auszeichnungen, Anmerkungen) | Höchstplatzierung, Gesamtwochen/‑monate, AuszeichnungChartplatzierungen (Jahr, Titel, Album, Platzierungen, Wochen/Monate, Auszeichnungen, Anmerkungen) | Höchstplatzierung, Gesamtwochen/‑monate, AuszeichnungChartplatzierungen (Jahr, Titel, Album, Platzierungen, Wochen/Monate, Auszeichnungen, Anmerkungen) | Höchstplatzierung, Gesamtwochen/‑monate, AuszeichnungChartplatzierungen (Jahr, Titel, Album, Platzierungen, Wochen/Monate, Auszeichnungen, Anmerkungen) | Anmerkungen                                                  |
| Jahr | Titel Album                                                    | DE | AT | CH | UK | US | Anmerkungen                                                  |
| --- | -------------------------------------------------------------- | --- | --- | --- | --- | --- | ------------------------------------------------------------ |
| 1979 | Life in a Day                                                  | — | — | — | UK62 (2 Wo.)UK | — | Erstveröffentlichung: 20. April 1979                         |
| 1981 | The American Sister Feelings Call                              | — | — | — | UK59 (3 Wo.)UK | — | Erstveröffentlichung: 15. Mai 1981                           |
| 1981 | Love Song Sons and Fascination                                 | — | — | — | UK47 (4 Wo.)UK | — | Erstveröffentlichung: August 1981                            |
| 1981 | Sweat in Bullet Sons and Fascination                           | — | — | — | UK52 (3 Wo.)UK | — | Erstveröffentlichung: 1. November 1981                       |
| 1982 | Promised You a Miracle New Gold Dream (81–82–83–84)            | — | — | — | UK13 (11 Wo.)UK | — | Erstveröffentlichung: 2. April 1982                          |
| 1982 | Glittering Prize New Gold Dream (81–82–83–84)                  | — | — | — | UK16 (11 Wo.)UK | — | Erstveröffentlichung: 16. August 1982                        |
| 1982 | Someone Somewhere (In Summertime) New Gold Dream (81–82–83–84) | — | — | — | UK36 (5 Wo.)UK | — | Erstveröffentlichung: 5. November 1982                       |
| 1983 | Waterfront Sparkle in the Rain                                 | — | — | — | UK13 (10 Wo.)UK | — | Erstveröffentlichung: 14. November 1983                      |
| 1984 | Speed Your Love to Me Sparkle in the Rain                      | — | — | — | UK20 (4 Wo.)UK | — | Erstveröffentlichung: 9. Januar 1984                         |
| 1984 | Up on the Catwalk Sparkle in the Rain                          | — | — | — | UK27 (5 Wo.)UK | — | Erstveröffentlichung: 12. März 1984                          |
| 1985 | Don’t You (Forget About Me) Der Frühstücksclub (O.S.T)         | DE4 Gold · (23 Wo.)DE | AT5 (3½ Mt.)AT | CH8 (16 Wo.)CH | UK7 ×3Dreifachplatin · (67 Wo.)UK | US1 (22 Wo.)US | Erstveröffentlichung: 20. Februar 1985 Verkäufe: + 2.445.000 |
| 1985 | Alive and Kicking Once Upon a Time                             | DE17 (17 Wo.)DE | — | CH13 (8 Wo.)CH | UK7 Gold · (16 Wo.)UK | US3 (20 Wo.)US | Erstveröffentlichung: 30. September 1985 Verkäufe: + 510.000 |
| 1986 | Sanctify Yourself Once Upon a Time                             | DE38 (8 Wo.)DE | — | — | UK10 (8 Wo.)UK | US14 (14 Wo.)US | Erstveröffentlichung: 20. Januar 1986                        |
| 1986 | All the Things She Said Once Upon a Time                       | DE51 (7 Wo.)DE | — | — | UK9 (12 Wo.)UK | US28 (13 Wo.)US | Erstveröffentlichung: 31. März 1986                          |
| 1986 | Ghost Dancing Once Upon a Time                                 | — | — | — | UK13 (10 Wo.)UK | — | Erstveröffentlichung: 3. November 1986                       |
| 1987 | Promised You a Miracle (Live) Live in the City of Light        | — | — | — | UK19 (10 Wo.)UK | — | Erstveröffentlichung: Juni 1987                              |
| 1988 | Don’t You (Forget About Me) 1988 –                             | — | — | — | UK100 (2 Wo.)UK | — | Erstveröffentlichung: 1988                                   |
| 1989 | Belfast Child Street Fighting Years                            | DE3 (18 Wo.)DE | AT12 (4½ Mt.)AT | CH3 (17 Wo.)CH | UK1 Silber · (12 Wo.)UK | — | Erstveröffentlichung: 6. Februar 1989 Verkäufe: + 200.000    |
| 1989 | This Is Your Land Street Fighting Years                        | DE25 (15 Wo.)DE | — | CH10 (9 Wo.)CH | UK13 (5 Wo.)UK | — | Erstveröffentlichung: 10. April 1989                         |
| 1989 | Kick It In Street Fighting Years                               | DE65 (6 Wo.)DE | — | — | UK15 (5 Wo.)UK | — | Erstveröffentlichung: 17. Juli 1989                          |
| 1989 | The Amsterdam EP Street Fighting Years                         | DE40 (7 Wo.)DE | — | — | UK18 (6 Wo.)UK | — | Erstveröffentlichung: 27. November 1989                      |
| 1991 | Let There Be Love Real Life                                    | DE16 (16 Wo.)DE | — | CH7 (10 Wo.)CH | UK6 (7 Wo.)UK | — | Erstveröffentlichung: 1. März 1991                           |
| 1991 | See the Lights Real Life                                       | DE48 (11 Wo.)DE | — | — | UK20 (4 Wo.)UK | US40 (10 Wo.)US | Erstveröffentlichung: 13. Mai 1991                           |
| 1991 | Stand By Love Real Life                                        | — | — | CH27 (4 Wo.)CH | UK13 (4 Wo.)UK | — | Erstveröffentlichung: 12. August 1991                        |
| 1991 | Real Life                                                      | — | — | — | UK34 (3 Wo.)UK | — | Erstveröffentlichung: 14. Oktober 1991                       |
| 1992 | Love Song / Alive and Kicking Glittering Prize 81/92           | — | — | — | UK6 (6 Wo.)UK | — | Erstveröffentlichung: Oktober 1992                           |
| 1995 | She’s a River Good News from the Next World                    | DE39 (10 Wo.)DE | — | CH28 (10 Wo.)CH | UK9 (10 Wo.)UK | US52 (9 Wo.)US | Erstveröffentlichung: 6. Januar 1995                         |
| 1995 | Hypnotised Good News from the Next World                       | DE62 (10 Wo.)DE | — | — | UK18 (5 Wo.)UK | — | Erstveröffentlichung: 27. März 1995                          |
| 1998 | Glitterball Néapolis                                           | — | — | — | UK18 (2 Wo.)UK | — | Erstveröffentlichung: 1998                                   |
| 1998 | War Babies Néapolis                                            | — | — | — | UK43 (1 Wo.)UK | — | Erstveröffentlichung: 1998                                   |
| 2001 | Belfast Trance –                                               | — | — | — | UK74 (2 Wo.)UK | — | Erstveröffentlichung: 2001 mit John ’00’ Fleming             |
| 2002 | Monster –                                                      | — | — | — | UK67 (2 Wo.)UK | — | Erstveröffentlichung: März 2002 vs. Liquid People            |
| 2002 | Cry                                                            | DE92 (1 Wo.)DE | — | — | UK47 (2 Wo.)UK | — | Erstveröffentlichung: Juni 2002                              |
| 2005 | Home Black & White 050505                                      | DE53 (9 Wo.)DE | — | — | UK41 (1 Wo.)UK | — | Erstveröffentlichung: 5. September 2005                      |
| 2005 | Stranger Black & White 050505                                  | DE97 (1 Wo.)DE | — | — | — | — | Erstveröffentlichung: 14. November 2005                      |
| 2009 | Stars Will Lead the Way Graffiti Soul                          | DE88 (3 Wo.)DE | — | — | — | — | Erstveröffentlichung: 20. Juli 2009                          |
| Folgende Lieder erschienen nicht als Single, wurden aber durch das Album zum Download und Streaming bereitgestellt und konnten somit eine Platzierung erlangen: |                                                                | | | | | |                                                              |
| |                                                                | | | | | |                                                              |
| 2013 | Mandela Day Street Fighting Years                              | — | — | CH55 (1 Wo.)CH | — | — | Charteinstieg: 22. Dezember 2013                             |

Weitere Singles
- 1979: Chelsea Girl
- 1980: Changeling
- 1980: I Travel
- 1981: Celebrate
- 2009: Rockets
- 2009: This is it
- 2014: Honest Town
- 2014: Let the Day Begin
- 2015: Midnight Walking
- 2016: Promised You a Miracle (Acoustic)
- 2018: Magic
- 2018: The Signal and The Noise
- 2018: Sense of Discovery
- 2018: Summer
- 2022: Act of Love
- 2022: Vision Thing
- 2022: First You Jump

## Videoalben
| Jahr | Titel               | Höchstplatzierung, Gesamtwochen, AuszeichnungChartplatzierungen (Jahr, Titel, Platzierungen, Wochen, Auszeichnungen, Anmerkungen) | Höchstplatzierung, Gesamtwochen, AuszeichnungChartplatzierungen (Jahr, Titel, Platzierungen, Wochen, Auszeichnungen, Anmerkungen) | Höchstplatzierung, Gesamtwochen, AuszeichnungChartplatzierungen (Jahr, Titel, Platzierungen, Wochen, Auszeichnungen, Anmerkungen) | Höchstplatzierung, Gesamtwochen, AuszeichnungChartplatzierungen (Jahr, Titel, Platzierungen, Wochen, Auszeichnungen, Anmerkungen) | Höchstplatzierung, Gesamtwochen, AuszeichnungChartplatzierungen (Jahr, Titel, Platzierungen, Wochen, Auszeichnungen, Anmerkungen) | Anmerkungen                         |
| Jahr | Titel               | DE | AT | CH | UK | US | Anmerkungen                         |
| ---- | ------------------- | --- | --- | --- | --- | --- | ----------------------------------- |
| 2017 | Acoustic In Concert | — | — | — | UK5 (9 Wo.)UK | — | Erstveröffentlichung: 16. Juni 2017 |

Weitere Videoalben
- 1990: Verona
- 1992: Glittering Prize 81/92
- 2003: Seen The Lights – A Visual History
- 2014: Celebrate – Live at the SSE Hydro Glasgow

## Boxsets
| Jahr | Titel | Höchstplatzierung, Gesamtwochen, AuszeichnungChartplatzierungen (Jahr, Titel, Platzierungen, Wochen, Auszeichnungen, Anmerkungen) | Höchstplatzierung, Gesamtwochen, AuszeichnungChartplatzierungen (Jahr, Titel, Platzierungen, Wochen, Auszeichnungen, Anmerkungen) | Höchstplatzierung, Gesamtwochen, AuszeichnungChartplatzierungen (Jahr, Titel, Platzierungen, Wochen, Auszeichnungen, Anmerkungen) | Höchstplatzierung, Gesamtwochen, AuszeichnungChartplatzierungen (Jahr, Titel, Platzierungen, Wochen, Auszeichnungen, Anmerkungen) | Höchstplatzierung, Gesamtwochen, AuszeichnungChartplatzierungen (Jahr, Titel, Platzierungen, Wochen, Auszeichnungen, Anmerkungen) | Anmerkungen                            |
| Jahr | Titel | DE | AT | CH | UK | US | Anmerkungen                            |
| ---- | ----- | --- | --- | --- | --- | --- | -------------------------------------- |
| 2012 | X5    | DE99 (1 Wo.)DE | — | — | UK28 (2 Wo.)UK | — | Erstveröffentlichung: 21. Februar 2012 |

Weitere Boxsets
- 1990: Themes – Volume 1: March 79–April 82 (5-CD-Box)
- 1990: Themes – Volume 2: August 82–April 85 (5-CD-Box)
- 1990: Themes – Volume 3: September 85–June 87 (5-CD-Box)
- 1990: Themes – Volume 4: February 89–May 90 (5-CD-Box)
- 2004: Silver Box (5-CD-Box)
- 2008: Themes – Volume 5: March 91–September 92 (5-CD-Box)
- 2011: Live 2011 (5-CD-Box)
- 2013: Celebrate – The Greatest Hits+ Tour 2013 (12-CD-Box)
- 2019: Rejuvenation 2001-2014 (CD+DVD-Box; Vinyl-Box)

## Statistik

### Chartauswertung
|                     | DE     | AT     | CH     | UK     | US    |
| ------------------- | ------ | ------ | ------ | ------ | ----- |
| Nummer-eins-Alben   | DE1DE  | AT—AT  | CH2CH  | UK5UK  | US—US |
| Top-10-Alben        | DE11DE | AT3AT  | CH9CH  | UK12UK | US1US |
| Alben in den Charts | DE24DE | AT13AT | CH22CH | UK27UK | US7US |

|                       | DE     | AT    | CH    | UK     | US    |
| --------------------- | ------ | ----- | ----- | ------ | ----- |
| Nummer-eins-Singles   | DE—DE  | AT—AT | CH—CH | UK1UK  | US1US |
| Top-10-Singles        | DE2DE  | AT1AT | CH4CH | UK8UK  | US2US |
| Singles in den Charts | DE16DE | AT2AT | CH8CH | UK32UK | US6US |

|                          | DE    | AT    | CH    | UK    | US    |
| ------------------------ | ----- | ----- | ----- | ----- | ----- |
| Nummer-eins-Videoalben   | DE—DE | AT—AT | CH—CH | UK—UK | US—US |
| Top-10-Videoalben        | DE—DE | AT—AT | CH—CH | UK1UK | US—US |
| Videoalben in den Charts | DE—DE | AT—AT | CH—CH | UK1UK | US—US |

### Auszeichnungen für Musikverkäufe
| Goldene Schallplatte - Australien - 1982: für das Album New Gold Dream (81–82–83–84) - 1989: für das Album Street Fighting Years - 1991: für das Album Real Life - Belgien - 1995: für das Album Good News from the Next World - 1998: für das Album The Promised - Dänemark - 2023: für die Single Don’t You (Forget About Me) - Frankreich - 1986: für das Album New Gold Dream - 1986: für das Album Once Upon a Time - 1986: für das Album Sparkle in the Rain - 1987: für das Album Live in the City of Light - 1995: für das Album Good News from the Next World - 2004: für das Videoalbum Seen the Lights - Griechenland - 1987: für das Album Once Upon a Time - Italien - 2012: für das Album The Best of - Kanada - 1984: für das Album Sparkle in the Rain - 1984: für die Single Alive and Kicking - 1986: für das Album New Gold Dream - 1989: für das Album Street Fighting Years - 1995: für das Album Glittering Prize – Simple Minds 81–92 - Neuseeland - 1984: für das Album Sparkle in the Rain - 1989: für das Album Street Fighting Years - 2022: für das Album 40: The Best Of – 1979-2019 - Niederlande - 1988: für das Album Live in the City of Light - 1991: für das Album Real Life - 2001: für das Album The Best of - Norwegen - 1995: für das Album Good News from the Next World - Schweden - 1989: für das Album Street Fighting Years - 1992: für das Album Real Life - 1992: für das Album New Gold Dream - 1993: für das Album Glittering Prize – Simple Minds 81–92 - Spanien - 1985: für das Album Once Upon a Time - 1989: für das Album Street Fighting Years - 1991: für das Album Real Life | 2× Goldene Schallplatte - Frankreich - 1991: für das Album Real Life Platin-Schallplatte - Australien - 1992: für das Album Glittering Prize – Simple Minds 81–92 - Belgien - 1986: für das Album Once Upon a Time - 2006: für das Album The Best of - Brasilien - 2024: für die Single Alive and Kicking - Frankreich - 1989: für das Album Street Fighting Years - 1994: für das Album Glittering Prize – Simple Minds 81–92 - Italien - 2021: für die Single Don’t You (Forget About Me) - Kanada - 1985: für die Single Don’t You (Forget About Me) - Neuseeland - 1984: für das Album New Gold Dream - 1986: für das Album Once Upon a Time - Niederlande - 1986: für das Album Once Upon a Time - 1988: für das Album New Gold Dream - 1989: für das Album Street Fighting Years - 1995: für das Album Glittering Prize – Simple Minds 81–92 - Spanien - 2024: für die Single Don’t You (Forget About Me) 3× Goldene Schallplatte - Italien - 1991: für das Album Real Life 2× Platin-Schallplatte - Kanada - 1986: für das Album Once Upon a Time 3× Platin-Schallplatte - Neuseeland - 1993: für das Album Glittering Prize – Simple Minds 81–92 4× Platin-Schallplatte - Neuseeland - 2024: für die Single Don’t You (Forget About Me) |

Anmerkung: Auszeichnungen in Ländern aus den Charttabellen bzw. Chartboxen sind in ebendiesen zu finden.
| Land/RegionAuszeichnungen für Musikverkäufe (Land/Region, Auszeichnungen, Verkäufe, Quellen) | Silber     | Gold       | Platin       | Verkäufe  | Quellen                                                     |
| -------------------------------------------------------------------------------------------- | ---------- | ---------- | ------------ | --------- | ----------------------------------------------------------- |
| Australien (ARIA)                                                                            | —          | 3× Gold3   | Platin1      | 160.000   | aria.com.au                                                 |
| Belgien (BRMA)                                                                               | —          | 2× Gold2   | 2× Platin2   | 175.000   | ultratop.be                                                 |
| Brasilien (PMB)                                                                              | —          | —          | Platin1      | 60.000    | pro-musicabr.org.br                                         |
| Dänemark (IFPI)                                                                              | —          | Gold1      | —            | 45.000    | ifpi.dk                                                     |
| Deutschland (BVMI)                                                                           | —          | 7× Gold7   | Platin1      | 2.250.000 | musikindustrie.de                                           |
| Frankreich (SNEP)                                                                            | —          | 8× Gold8   | 2× Platin2   | 1.610.000 | infodisc.fr                                                 |
| Griechenland (IFPI)                                                                          | —          | Gold1      | —            | 50.000    | worldradiohistory.com (PDF; 10,0 MB)                        |
| Italien (FIMI)                                                                               | —          | 4× Gold4   | Platin1      | 400.000   | fimi.it                                                     |
| Kanada (MC)                                                                                  | —          | 5× Gold5   | 3× Platin3   | 550.000   | musiccanada.com                                             |
| Neuseeland (RMNZ)                                                                            | —          | 3× Gold3   | 9× Platin9   | 232.500   | aotearoamusiccharts.co.nz NZ2 NZ3                           |
| Niederlande (NVPI)                                                                           | —          | 3× Gold3   | 4× Platin4   | 540.000   | nvpi.nl                                                     |
| Norwegen (IFPI)                                                                              | —          | Gold1      | —            | 25.000    | ifpi.no                                                     |
| Schweden (IFPI)                                                                              | —          | 4× Gold4   | —            | 200.000   | ifpi.se (Memento vom 21. Mai 2012 im Internet Archive; PDF) |
| Schweiz (IFPI)                                                                               | —          | Gold1      | 2× Platin2   | 125.000   | hitparade.ch                                                |
| Spanien (Promusicae)                                                                         | —          | 3× Gold3   | Platin1      | 210.000   | elportaldemusica.es ES2                                     |
| Vereinigte Staaten (RIAA)                                                                    | —          | Gold1      | —            | 500.000   | riaa.com                                                    |
| Vereinigtes Königreich (BPI)                                                                 | 3× Silber3 | 5× Gold5   | 16× Platin16 | 6.970.000 | bpi.co.uk                                                   |
| Insgesamt                                                                                    | 3× Silber3 | 52× Gold52 | 43× Platin43 |           |                                                             |